# Avellakreuz
Das Avellakreuz (crux avellana), Haselnusskreuz, ist in der Heraldik eine gemeine Wappenfigur.
Dargestellt wird ein gemeines Kreuz aus vier Haselnüssen, die mit den Stielen zur Schildmitte gerichtet sind und zusammenstoßen. Benannt nach den veredelten großen Haselnüssen, den Avellanen aus der italienischen Region um Avella in der Provinz Avellino (Kampanien). Die Farbgebung erfolgt entsprechend der heraldischen Regeln. Das Kreuz kann auch als Haselnusskreuz beschrieben werden. Die Lage kann auch in Form eines Andreaskreuzes im Wappen sein.